# Osopsaron
Osopsaron es un género de peces actinopeterigios marinos, distribuidos por aguas del océano Pacífico, de tipo demersal.

## Especies
Existen solamente tres especies reconocidas en este género:
- Osopsaron formosensis Kao y Shen, 1985
- Osopsaron karlik Parin, 1985
- Osopsaron verecundum (Jordan y Snyder, 1902)